# Tauchgondel

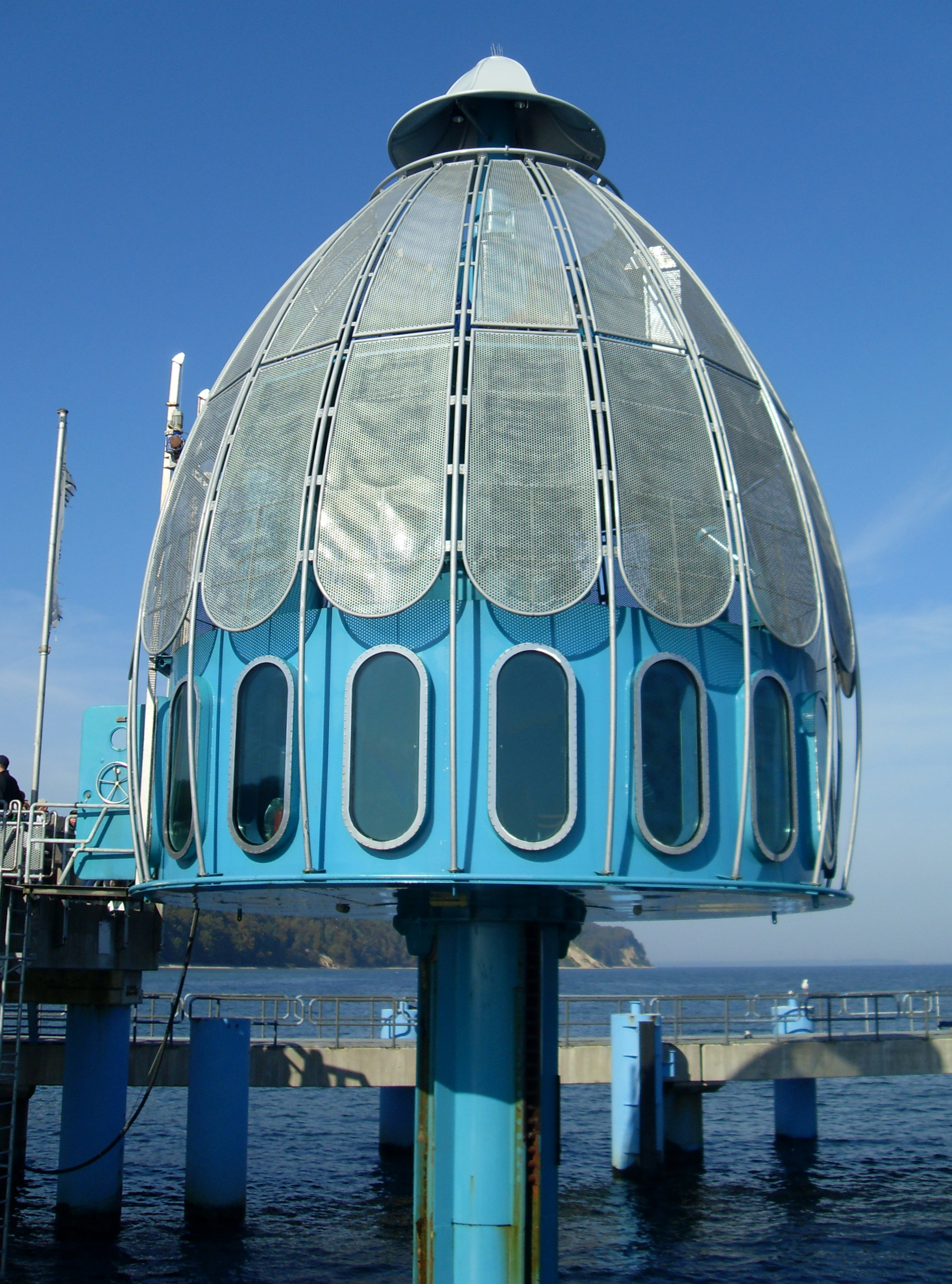
Tauchgondel an der Seebrücke Sellin 2011

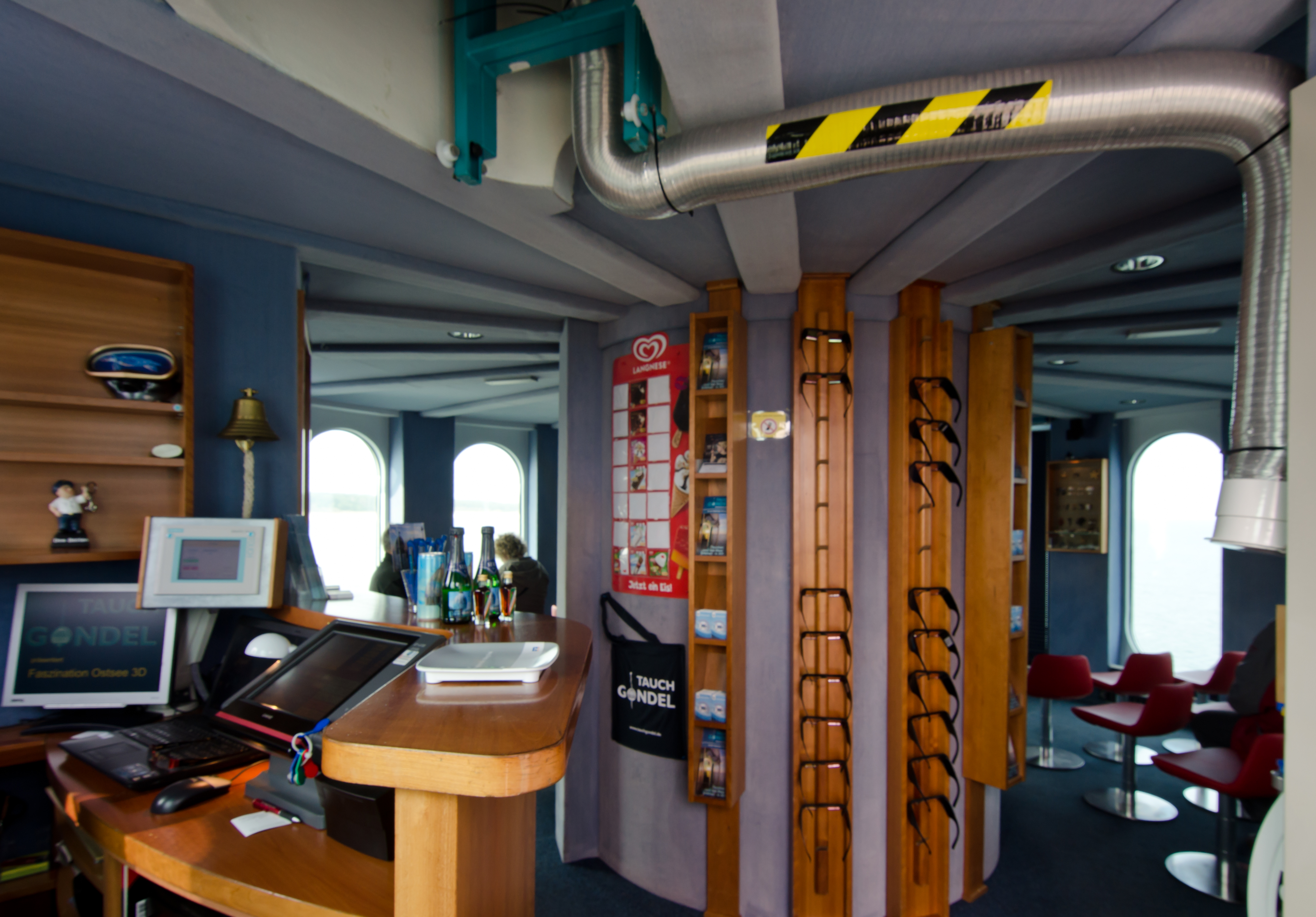
Innenansicht der Tauchgondel an der Seebrücke Zinnowitz 2014

Eine Tauchgondel besteht aus einer mit Fenstern ausgestatteten Besuchergondel, die Sitzplätze und einen Maschinentisch enthält, sowie einem zentralen Pfeiler, an dem sie ins Wasser und zurück fährt. Sie ist im Gegensatz zu einer Taucherglocke rundum geschlossen und als Druckkammer ausgelegt. Wegen der durch Plankton eingeschränkten Sichtverhältnisse werden an Bord von Tauchgondeln auch 3D-Filme über die Unterwasserwelt gezeigt.

## Orte
Das erste Exemplar wurde am 21. Juli 2006 an der Seebrücke Zinnowitz auf Usedom eröffnet. Die zweite Tauchgondel wurde am 17. September 2008 an der Seebrücke Sellin auf Rügen in Betrieb genommen, die dritte am 10. September 2009 in Grömitz in Schleswig-Holstein. Seit dem 18. Juni 2013 ist die vierte Tauchgondel in Zingst auf Fischland-Darß-Zingst in Betrieb. Geplant sind Tauchgondeln auch für den Einsatz in Malmö und Kroatien.

## Daten
Der Prototyp in Zinnowitz fasst 24 Besucher und zwei Besatzungsmitglieder. Der Durchmesser des Besucherraums beträgt 7,1 Meter und die Masse der Gondel ca. 45 Tonnen. Zur Verankerung der Gondel wurde ein Metallpfeiler etwa zehn Meter tief in den Grund der Ostsee gerammt. Abgetaucht befindet sich das Deck des Besucherraumes 3,5 m unter der Wasseroberfläche, die Konstruktion erlaubt eine Tauchtiefe von bis zu acht Meter. Die Tauchgondel in Zinnowitz empfing im Jahr 2010 38.000 Besucher, jene in Sellin zählte bis zum Sommer 2014 300.000 Besucher.